# Francesca Marciano
Francesca Marciano (Roma, 17 luglio 1955) è una scrittrice, sceneggiatrice e attrice italiana.
Ha vinto il David di Donatello per la migliore sceneggiatura non originale per L'arte della gioia (2025), diretto da Valeria Golino, e il David di Donatello per la migliore sceneggiatura per Maledetto il giorno che t'ho incontrato (1992), diretto da Carlo Verdone.

## Biografia
È nata a Roma in una famiglia legata al cinema e alla letteratura. Ha vissuto a Roma, negli Stati Uniti d'America e per un lungo periodo in Kenya.

### Gli esordi
Inizia la sua carriera nel cinema venendo scelta da Lina Wertmüller per un ruolo nel film Pasqualino Settebellezze, e poi da Pupi Avati (La casa dalle finestre che ridono e Tutti defunti... tranne i morti), ma dopo un paio di anni abbandona il ruolo di attrice, per approfondire lo studio del cinema in . A ventidue anni si trasferisce a New York, dove vive per sette anni. Si iscrive ai corsi di regia alla Lee Strasberg's School, seguendo dei seminari di Nicholas Ray. Terminati i corsi inizia a lavorare a New York prima come aiuto regista in piccoli film, e poi come assistente di Nicholas Rogusin per la Impact Film. Inizia quindi a lavorare per la Rai Corporation nella sede di New York e negli anni successivi produce e realizza servizi culturali per la Rai.

### Carriera
A New York incontra Stefania Casini con la quale scrive la sceneggiatura del suo primo film, che diventerà il film Lontano da dove prodotto dalla Gaumont Italia, che dirige insieme alla Casini. Il film va in concorso a Venezia nel 1983 ottenendo un discreto successo. Ritornata in Italia in quell'anno, dirige un episodio del film collettivo Provvisorio quasi d'amore nato da una collaborazione con i filmaker del gruppo Indigena, tra i quali Silvio Soldini, Paolo Rosa, Enrico Ghezzi, Giancarlo Soldi e Daniele Segre. Dopo questa seconda esperienza come regista capisce però che la sua strada è quella della scrittura e da questo momento in poi lavora esclusivamente come sceneggiatrice.
Alla fine degli anni ottanta, dopo aver scritto Turné per la regia di Gabriele Salvatores, e dopo aver collaborato con Carlo Verdone per tre film, si trasferisce stabilmente in Kenya. Negli anni che seguono viaggia in Ghana, Benin, Togo, Somalia, Sudan, Tanzania, realizzando numerosi reportage per la Rai.
Scrive il suo primo romanzo, in lingua inglese, Rules of the Wild, ambientato in Kenya, che viene acquistato dalla casa editrice Pantheon, pubblicato a New York nel 1998 e tradotto poi in diciassette paesi. Mondadori lo pubblica con il titolo Cielo Scoperto. Seguono poi altri due romanzi Casa Rossa e The End of Manners, pubblicati in seguito anche in Italia da Longanesi e tradotti in più di dieci lingue.
Con il romanzo Casa Rossa ha vinto il premio Rapallo Carige per la donna scrittrice nel 2003. Il suo libro The Other Language è uscito negli Stati Uniti nel 2014 con Pantheon, e nel 2015 in Italia con Bompiani, Isola grande Isola piccola.

## Filmografia

### Attrice

Francesca Marciano in La casa dalle finestre che ridono (1976)

- Pasqualino Settebellezze, regia di Lina Wertmüller (1975)
- La casa dalle finestre che ridono, regia di Pupi Avati (1976)
- Tutti defunti... tranne i morti, regia di Pupi Avati (1977)
- Il ritorno di Casanova, regia di Pasquale Festa Campanile (1980)

### Regista
- Lontano da dove, co-regia di Stefania Casini (1983)
- Sirena, episodio di Provvisorio quasi d'amore (1988)
- ll racconto del leone – documentario (1998)

### Sceneggiatrice
- Lontano da dove, regia di Francesca Marciano e Stefania Casini (1983)
- Turné, regia di Gabriele Salvatores (1990)
- A Ilha, regia di Joaquim Leitão (1990)
- Maledetto il giorno che t'ho incontrato, regia di Carlo Verdone (1992)
- Perdiamoci di vista, regia di Carlo Verdone (1994)
- Sono pazzo di Iris Blond, regia di Carlo Verdone (1996)
- Ritorno a casa Gori, regia di Alessandro Benvenuti (1996)
- Un paradiso di bugie, regia di Stefania Casini (1996)
- La mia generazione, regia di Wilma Labate (1996)
- Io non ho paura, regia di Gabriele Salvatores (2003)
- L'amore è eterno finché dura, regia di Carlo Verdone (2004)
- La bestia nel cuore, regia di Cristina Comencini (2005)
- Signorina Effe, regia di Wilma Labate – soggetto (2007)
- Alza la testa, regia di Alessandro Angelini (2009)
- Io, loro e Lara, regia di Carlo Verdone (2010)
- La scuola è finita, regia di Valerio Jalongo (2010)
- Io e te, regia di Bernardo Bertolucci (2012)
- Viaggio sola, regia di Maria Sole Tognazzi (2013)
- Miele, regia di Valeria Golino (2013)
- Io e lei, regia di Maria Sole Tognazzi (2015)
- Pericle il nero, regia di Stefano Mordini (2016)
- Di padre in figlia, regia di Riccardo Milani (2017)
- Il miracolo – serie TV (2018)
- Euforia, regia di Valeria Golino (2018)
- Lasciami andare, regia di Stefano Mordini (2020)
- Svaniti nella notte, regia di Renato de Maria (2024)
- L'arte della gioia, regia di Valeria Golino – miniserie TV (2024)

## Riconoscimenti
- David di Donatello
  - 1992 – Miglior sceneggiatura, insieme a Carlo Verdone, per Maledetto il giorno che t'ho incontrato
  - 2025 – Migliore sceneggiatura non originale per L'arte della gioia

- Nastro d'argento
  - 2010 – Miglior soggetto per Io, loro e Lara
  - 2013 – Migliore soggetto per Io e lei
  - 2016 – Migliore soggetto per Io e lei

- Ciak d'oro
  - 1993 – Migliore sceneggiatura per Io non ho paura[2]

- Diamanti al cinema
  - 2003 – Miglior sceneggiatura per Io non ho paura

- Premio 35mm
  - 2006 – Miglior sceneggiatura per La bestia nel cuore

- Premio Fice
  - 2013 – Migliore sceneggiatura per Miele
  - 2013 – Migliore sceneggiatura per Io e te

## Libri
- Rules Of the Wild, 1998, Pantheon, New York, ISBN 978-0-375-70343-0 (Cielo Scoperto, Mondadori)
- Casa Rossa, 2002, Pantheon, New York, ISBN 978-0-375-72637-8 (Casa Rossa, Longanesi)
- The End of Manners, 2007, Pantheon, New York, ISBN 978-0-307-38674-8 (La fine delle buone maniere, Longanesi)
- The Other Language, 2014, New York, ISBN 978-0-307-90836-0 (Isola grande Isola piccola, Bompiani)
- Animal Spirit, 2021, Pantheon, New York, ISBN 978-1-524-74815-9 (ISBN 978-8-804-73597-7, Mondadori)